# Casas Viejas (Quillota)
Casas Viejas de Rautén más conocido como simplemente Casas Viejas es una entidad rural perteneciente a la Comuna y Provincia de Quillota, dentro de la Región de Valparaíso, es cercano a las localidades de Rautén Alto y Rautén Bajo, al igual que es perteneciente al sector de "Rautén", es conectada por la Ruta F-360 y esta en la ribera del Río Aconcagua, según el Instituto Nacional de Estadísticas tendría el rango de Caserío.